# Erik Magnusson

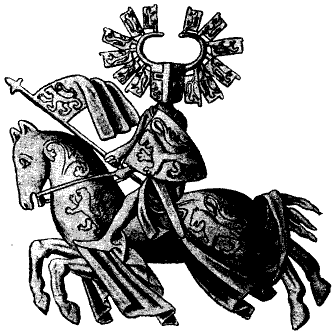
Erikova pečeť

Erik Magnusson (asi 1282 – 1318) byl švédský princ, druhý syn Magnuse III. Švédského a Helvig Holštýnské. Stal se vévodou ze Södermanlandu a části Upplandu. Erik byl údajně inteligentnějí než jeho bratr, král Birger, a jeho společenské dovednosti mu získaly mnoho spojenců. Jedním z nich byl i jeho mladší bratr Valdemar.

## Politická kariéra
Erik zřejmě naplánoval svržení faktického vládce Švédska Torgilse Knutssona, který stál v cestě jeho ambiciózním cílům. Duchovní byli rovněž v opozici proti Torgilsovi a společně tlačili na Birgera. V prosinci 1305 nechal král Torgilse zatknout a v únoru 1306 popravit. Asi o půl roku později Erik a Valdemar zajali svého bratra Birgera, ale v roce 1308 je Erik VI. Dánský donutil jej propustit.
Tím, že uzavřel mír s dánským králem, si ale Erik znepřátelil Haakona V. Norského, který do té doby mladší bratry podporoval. Nyní se Norsko a Dánsko spojily proti oběma vévodům a vyžadovalo to veškerý Erikův politický um, aby z této bouře vymanévroval. V roce 1312 se konala Oslu dvojitá svatba: Valdemar se oženil s Ingeborg Norskou, dcerou Erika II. Norského, zatímco Erik se oženil s jinou Ingeborg Norskou, dcerou Haakona V. Norského (ten ke svatbě svolil, ačkoliv Erik nesplnil téměř nic ze slibů, které mu kdy dal). V roce 1316 měli Erik a Ingeborg syna, budoucího Magnuse IV., a v roce 1317 dceru Eufémii, matku Albrechta Meklenburského. Do roku 1315 se Erikovi a Valdemarovi podařilo na úkor jejich bratra ovládnout velkou část švédského království.
Politickou kariéru obou bratrů Birger drasticky ukončil. Během oslav Vánoc v roce 1317 na hradě Nyköping Birger bratry zajal a pravděpodobně nechal vyhladovět k smrti. Manželky obou bratrů se zasazovaly o propuštění svých manželů, ale během roku 1318 se potvrdilo, že zemřeli.
Birger neodhadl politickou situaci. Opozice jej roku 1318 donutila vzdát se trůnu. 8. července 1319 byl Erikův syn Magnus zvolen švédským králem a toho roku byl uznán i dědičným králem norským.